# Gul rosenstekel
Gul rosenstekel (Arge ochropus) är en stekelart som först beskrevs av Gmelin 1790.  Gul rosenstekel ingår i släktet Arge, och familjen borsthornsteklar. Arten är reproducerande i Sverige.

## Bildgalleri

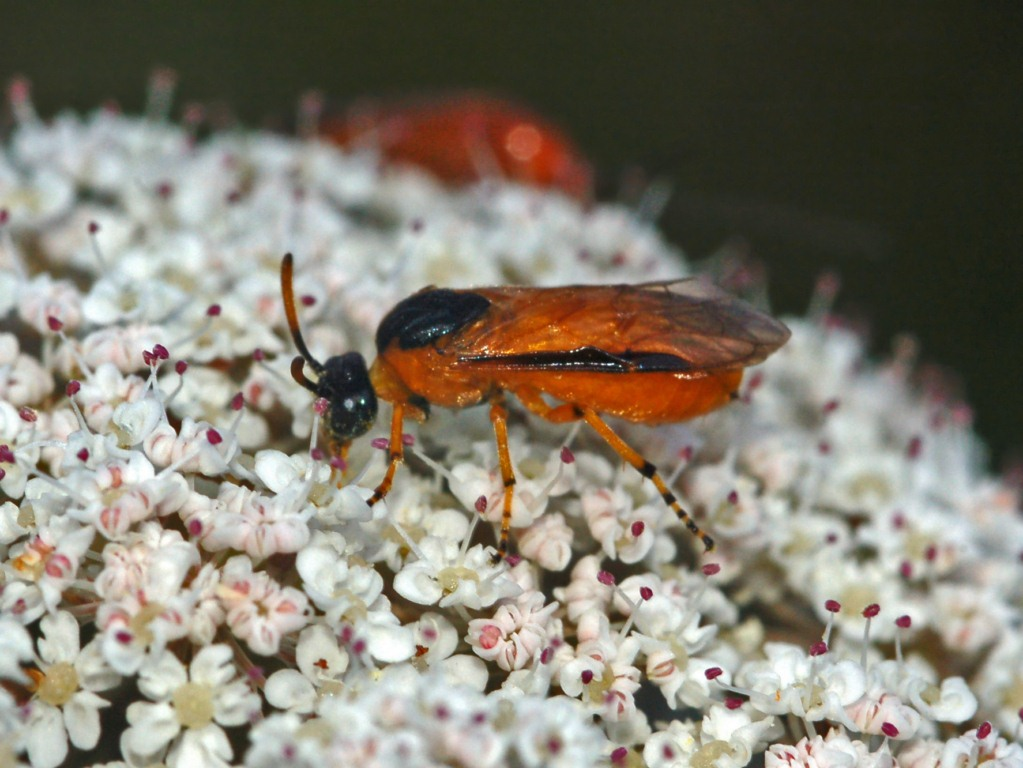